# Babujaqui
Babujaqui är en ort i Mexiko.   Den ligger i kommunen Guasave och delstaten Sinaloa, i den västra delen av landet, 1 200 km nordväst om huvudstaden Mexico City. Babujaqui ligger 17 meter över havet och antalet invånare är 186.
Terrängen runt Babujaqui är mycket platt. Runt Babujaqui är det ganska tätbefolkat, med 93 invånare per kvadratkilometer. Närmaste större samhälle är Adolfo Ruíz Cortínes, 2,7 km nordost om Babujaqui. Trakten runt Babujaqui består till största delen av jordbruksmark.